# Buncrana
Buncrana (en irlandais : Bun Cranncha) est une ville du comté de Donegal en république d'Irlande. Son nom signifie « en aval du Crana », du nom de la rivière qui la traverse.
La ville se trouve dans la péninsule d'Inishowen, le long du Lough Swilly, au nord-ouest de l'Irlande. C'est la deuxième plus grande ville du comté de Donegal.
La ville de Buncrana et ses environs comptent 5 271 habitants.

## Culture
Buncrana a accueilli le Fleadh Cheoil en 1975, 1976, 1979 et 1980.

## Jumelages
Fréhel (France)